# Siti Harjo
Siti Harjo is een bestuurslaag in het regentschap Musi Rawas van de provincie Zuid-Sumatra, Indonesië. Siti Harjo telt 1757 inwoners (volkstelling 2010).